# 帕特里夏·罗伯茨
帕特里夏·罗伯茨（英語：Patricia Roberts，1955年6月14日—），生于佐治亚州门罗，美国女子篮球运动员。她曾代表美国国家队参加1976年夏季奥林匹克运动会篮球比赛，获得一枚银牌。